# Egidio Colonna di Sciarra, III principe di Carbognano
Egidio Colonna di Sciarra, III principe di Carbognano (Roma, 1631 – Roma, 14 settembre 1686), è stato un nobile italiano.

## Biografia
Figlio terzogenito di Giulio Cesare Colonna di Sciarra, II principe di Carbognano e di sua moglie, Isabella Farnese, figlia del duca di Parma, Egidio nacque a Roma e gli venne posto nome di un cugino vescovo. Per parte di suo padre era imparentato con papa Martino V, mentre sua madre era discendente diretta di papa Paolo III.
La sua condizione di figlio ultrogenito, gli aveva allontanato la speranza di poter succedere alla direzione dei beni paterni ma nel 1656 suo fratello maggiore, Alessandro, decise di rinunciare ai propri diritti di successione per divenire sacerdote. Erede dei titoli paterni divenne quindi suo fratello maggiore Stefano il quale aveva già ricevuto il titolo di duca di Basanello, ma morì nel 1673 lasciando erede delle sue sostanze e dei suoi titoli la moglie Lucrezia con la clausola di far ricadere tale feudo alla linea dei Colonna di Paliano in caso di seconde nozze. Quando questa si risposò nel 1677, il titolo passò come da disposizioni al principe Lorenzo Onofrio Colonna di Paliano, il quale ad ogni modo provvedette subito a reintegrarlo nella casata dei Colonna di Sciarra cedendolo ad Egidio.
Egidio nel frattempo, con la morte anche di Stefano e poi quella di suo padre nel 1681, era succeduto a tutti i titoli della famiglia ed aveva ottenuto la gestione delle cospicue proprietà terriere della sua casata.
Morì a Roma nel settembre del 1686.

## Matrimonio e figli
Egidio si sposò due volte. 
Il primo matrimonio, celebrato a Roma il 21 febbraio 1672 fu Tarquinia Paluzzi Altieri (nata nel 1655), figlia di Angelo, III marchese di Rasina, la quale però morì il 3 dicembre di quello stesso anno dopo aver dato alla luce l'unica figlia della coppia:
- Tarquinia (1 dicembre 1672 - 1675)

Dopo la morte della prima moglie, Egidio si risposò il 14 giugno 1676 con la nobile romana Anna Vittoria Altieri (m. 5 marzo 1723), figlia di Antonio Altieri (fratello di Papa Clemente X) e di Maria Lucrezia Ricci, dalla quale ebbe i seguenti figli:
- Tarquinia Elisabetta (1677 - 23 aprile 1714), sposò nel 1690 Marco Ottoboni, I duca di Fiano
- Francesco (nato e morto il 6 luglio 1678)
- Maria Isabella (15 marzo 1680 - 5 giugno 1756), oblata nel monastero di Tor de' Specchi dal 1696
- Giulio Cesare (morto infante il 25 settembre 1681)
- Francesco (1683 - 1750), IV principe di Carbognano, sposò Vittoria Salviati dei duchi di Giuliano
- Alessandro (15 marzo 1686 - 8 agosto 1744), prefetto della Segnatura di Grazia dal 1739.

## Albero genealogico
|                                                             |                    |                                        | Genitori                                |  |  | Nonni |  |  | Bisnonni                                                   |  |  | Trisnonni                                         |  |
|                                                             |                    |                                        |                                         |  |  |       |  |  | Giulio Cesare Colonna di Sciarra, I principe di Palestrina |  |  | Stefano Colonna di Sciarra, signore di Palestrina |  |
|                                                             |                    |                                        |                                         |  |  |       |  |  | Giulio Cesare Colonna di Sciarra, I principe di Palestrina |  |  | Stefano Colonna di Sciarra, signore di Palestrina |  |
|                                                             |                    | Elena Franciotti                       |                                         |  |  |       |  |  | Giulio Cesare Colonna di Sciarra, I principe di Palestrina |  |  |                                                   |  |
| Francesco Colonna di Sciarra, I principe di Carbognano      |                    |                                        |                                         |  |  |       |  |  | Giulio Cesare Colonna di Sciarra, I principe di Palestrina |  |  |                                                   |  |
|                                                             |                    | Artemisia Orsini di Pitigliano         | Niccolò Orsini, IX conte di Pitigliano  |  |  |       |  |  |                                                            |  |  |                                                   |  |
|                                                             |                    | Artemisia Orsini di Pitigliano         | Niccolò Orsini, IX conte di Pitigliano  |  |  |       |  |  |                                                            |  |  |                                                   |  |
|                                                             |                    | Artemisia Orsini di Pitigliano         | Livia Orsini                            |  |  |       |  |  |                                                            |  |  |                                                   |  |
| Giulio Cesare Colonna di Sciarra, II principe di Carbognano |                    | Artemisia Orsini di Pitigliano         |                                         |  |  |       |  |  |                                                            |  |  |                                                   |  |
|                                                             |                    | Federico Sforza, signore di Valmontone | Mario I Sforza, IX conte di Santa Fiora |  |  |       |  |  |                                                            |  |  |                                                   |  |
|                                                             |                    | Federico Sforza, signore di Valmontone | Mario I Sforza, IX conte di Santa Fiora |  |  |       |  |  |                                                            |  |  |                                                   |  |
|                                                             |                    | Federico Sforza, signore di Valmontone | Fulvia Conti di Valmontone              |  |  |       |  |  |                                                            |  |  |                                                   |  |
| Ersilia Sforza di Valmontone                                |                    | Federico Sforza, signore di Valmontone |                                         |  |  |       |  |  |                                                            |  |  |                                                   |  |
|                                                             |                    | Beatrice Orsini di San Gemini          | Virginio Orsini, I duca di San Gemini   |  |  |       |  |  |                                                            |  |  |                                                   |  |
|                                                             |                    | Beatrice Orsini di San Gemini          | Virginio Orsini, I duca di San Gemini   |  |  |       |  |  |                                                            |  |  |                                                   |  |
|                                                             |                    | Beatrice Orsini di San Gemini          | Ersilia Orsini                          |  |  |       |  |  |                                                            |  |  |                                                   |  |
| Egidio Colonna di Sciarra, III principe di Carbognano       |                    | Beatrice Orsini di San Gemini          |                                         |  |  |       |  |  |                                                            |  |  |                                                   |  |
|                                                             | Alessandro Farnese | Ottavio Farnese                        |                                         |  |  |       |  |  |                                                            |  |  |                                                   |  |
|                                                             | Alessandro Farnese | Ottavio Farnese                        |                                         |  |  |       |  |  |                                                            |  |  |                                                   |  |
|                                                             | Alessandro Farnese | Margherita d'Austria                   |                                         |  |  |       |  |  |                                                            |  |  |                                                   |  |
| Ranuccio Farnese                                            | Alessandro Farnese |                                        |                                         |  |  |       |  |  |                                                            |  |  |                                                   |  |
|                                                             |                    | Maria d'Aviz                           | Eduardo d'Aviz                          |  |  |       |  |  |                                                            |  |  |                                                   |  |
|                                                             |                    | Maria d'Aviz                           | Eduardo d'Aviz                          |  |  |       |  |  |                                                            |  |  |                                                   |  |
|                                                             |                    | Maria d'Aviz                           | Isabella di Braganza                    |  |  |       |  |  |                                                            |  |  |                                                   |  |
| Isabella Farnese                                            |                    | Maria d'Aviz                           |                                         |  |  |       |  |  |                                                            |  |  |                                                   |  |
|                                                             |                    | …                                      | …                                       |  |  |       |  |  |                                                            |  |  |                                                   |  |
|                                                             |                    | …                                      | …                                       |  |  |       |  |  |                                                            |  |  |                                                   |  |
|                                                             |                    | …                                      | …                                       |  |  |       |  |  |                                                            |  |  |                                                   |  |
| Briseide Ceretoli                                           |                    | …                                      |                                         |  |  |       |  |  |                                                            |  |  |                                                   |  |
|                                                             |                    | …                                      | …                                       |  |  |       |  |  |                                                            |  |  |                                                   |  |
|                                                             |                    | …                                      | …                                       |  |  |       |  |  |                                                            |  |  |                                                   |  |
|                                                             |                    | …                                      | …                                       |  |  |       |  |  |                                                            |  |  |                                                   |  |
|                                                             |                    | …                                      |                                         |  |  |       |  |  |                                                            |  |  |                                                   |  |